# Joseph Giese
Joseph Friedrich Eduard Giese (Koblenz, 24 november 1821 – Den Haag, 18 mei 1903) was een Duits cellist die zich in Den Haag vestigde.
Hij was zoon van koninklijke regeringsgriffier Johan Friedrich Wilhelm Giese en Margaretha Walburga Martin. Zelf trouwde hij met Colette Charlotte Puijn, dochter van een vroeg gestorven (31 jaar) vroedmeester en chirurgijn te Haarlem. Dochter Anna Marie Giese had een kortstondige carrière als pianiste. Zoon Fritz Giese (1859-1896) maakte furore in de Verenigde Staten. J.F.E. Giese werd begraven op Nieuw Eykenduynen.
Hij kreeg zijn muziekopleiding in Berlijn door de cellist Moritz Ganz en trok vervolgens Europa in. Rond 1850 vestigde hij zich in Den Haag waar hij cellist werd van het orkest van de Fransche Opera aldaar. Hij bekwaamde zich verder als solist en kamermuzikant. Hij werd er tevens docent aan de voorloper van het Haags Conservatorium, de Koninklijke Muziekschool. Hij leidde er veel leerlingen op waaronder Emile Dunkler, Henri Bosmans en Anton Hekking. Eind 1902, begin 1903 vroeg hij in verband met een teruglopende gezondheid ontslag aan. Voordat dat ingewilligd werd overleed hij.
Van hem is een enkel werk bekend, zoals Tu es Petrus in honorem Pontificis Maxim voor koor en orgel.
Hij trad als getuige op bij de huwelijken van collegae Johann Heinrich Völlmar (met Megchelina Johanna Roermeester) en Jean Baptiste Buziau (met Maria Agnes Grevenbroeck).